# Medasina biundularia
Medasina biundularia är en fjärilsart som beskrevs av John Henry Leech 1897. Medasina biundularia ingår i släktet Medasina och familjen mätare. Inga underarter finns listade i Catalogue of Life.